# Thysanoprymna cepiana
Thysanoprymna cepiana är en fjärilsart som beskrevs av Druce 1893. Thysanoprymna cepiana ingår i släktet Thysanoprymna och familjen björnspinnare. Inga underarter finns listade i Catalogue of Life.